# Округ Снятын
Округ Снятин (нем. Bezirk Śniatyn, Снятынский уезд, пол. Powiat sniatyński) — административная единица коронной земли Королевства Галиции и Лодомерии в составе Австро-Венгрии, существовавшая в 1867—1918 годах. Административный центр — Снятын.
Площадь округа в 1879 году составляла квадратных 6,0424 миль (347,68 км2), а население — 65 558 человек. Округ насчитывал 40 поселений, организованные в 38 кадастровых муниципалитета. На территории округа действовало 2 районных суда — в Снятыне и Заболотове.
После Первой мировой войны округ вместе со всей Галицией отошёл к Польше.